# Parc d'État de Babcock
Le parc d'État de Babcock – ou Babcock State Park en anglais – est un parc d'État dans le comté de Fayette, en Virginie-Occidentale, aux États-Unis. Établi en 1934, il est depuis 2021 entièrement situé au sein des parc national et réserve de New River Gorge. Il comprend lui-même le district historique des New Deal Resources in Babcock State Park, un district historique inscrit au Registre national des lieux historiques depuis le 5 mars 2020.